# Edward Conway
Edward Conway (ch.1623 - 11 août 1683) est un pair et homme politique anglais qui est secrétaire d'État du département du Nord entre 1681 et 1683.

## Biographie
Il est né vers 1623, fils et héritier d'Edward Conway (2e vicomte Conway) (1594–1655) et de son épouse Frances Popham, fille de Sir Francis Popham (1573–1644) (en) député, de Wellington dans le Somerset et Littlecote dans le Berkshire (aujourd'hui Wiltshire).
Il devient 3e vicomte Conway (dans la pairie d'Angleterre) et 3e vicomte Killultagh (dans la pairie d'Irlande) après la mort de son père en 1655. Il est membre du Conseil privé d'Irlande en 1660 et est un confident de James Butler (1er duc d'Ormonde). Il est membre de la Royal Society le 2 janvier 1668, est gouverneur du fort de Charlemont en 1671 et est maître de l'Ordnance en Irlande à partir de 1679.
Le 3 décembre 1679, il est créé comte de Conway. Le 2 février 1681, il rejoint le Conseil privé du roi Charles II et devient secrétaire d'État du département du Nord. Il démissionne en janvier 1683 alors qu'il est déclaré complice de "crimes et délits ... soit en relation avec la personne du roi, soit avec ses négociations ou transactions publiques avec des ambassadeurs étrangers, soit en ne suivant pas à juste titre les instructions du roi aux ambassadeurs à l'étranger ". Il est également Lord Lieutenant du Warwickshire de 1682 à 1683.

## Mariages
Il s'est marié trois fois, mais n'a pas d'enfants: 
- D'abord le 11 février 1651 à Anne Finch (décédée le 23 février 1679), fille de sir Heneage Finch. Après sa mort, il s'est retiré au siège de sa famille, Ragley Hall dans le Warwickshire.
- Il épouse ensuite Elizabeth Booth (décédée en juillet 1681), fille de George Booth (1er baron Delamer).
- En troisièmes noces, il épouse Ursula Stawell (décédée le 13 août 1697), fille de George Stawell, qui lui survécut et se remarie avec John Sheffield, plus tard 1er duc de Buckingham et Normanby.

Il est décédé le 11 août 1683 et est enterré à Arrow, Warwickshire.

## Succession
Comme il est mort sans enfants, ses titres ont disparu. Il désigne par testament comme l'héritier de ses domaines, y compris Ragley Hall, son cousin de huit ans Popham Seymour (1675-1699), fils aîné de Laetitia Popham (une fille de son oncle Alexander Popham (1605-1669)), député de Littlecote) et de son mari (dont elle est sa deuxième épouse) Edward Seymour (4e baronnet) (décédé en 1708) de Berry Pomeroy dans le Devon. Son legs stipule que Popham Seymour devait adopter les armes et le nom de famille supplémentaire de Conway, et ainsi il devient connu sous le nom de Popham Seymour-Conway. Le neveu de ce dernier et héritier éventuel est Francis Seymour-Conway, 1er marquis de Hertford, (1718-1794), dont le siège devient Ragley Hall, où son descendant le 9e marquis est toujours installé.